# Бенедиктенпфенниг

Бенедиктенпфенниг

Бенедиктенпфенниг (нем. Benediktenpfenning) — монета-амулет, получившая широкое распространение на территориях Южной Германии, Австрии и Швейцарии.
Одна сторона монеты содержала изображение святого Бенедикта, другая — бенедиктинский крест и круговую легенду, которая представляла собой заклинание от одержимости. Буквы «V. R. S. N. S. M. V. S. M. Q. L. I. V. В» обозначают «лат. Vade Retro Satana Nunquam Suade Mihi Vana: Sunt Mala Quae Libas Ipse Venena Bibas!» (рус. Изыди от меня ты, Сатана, и прелестью не искушай греха! Дурное подаешь ты мне вино; отраву выпить ту тебе будь суждено!).
Так как святого Бенедикта почитали как святого покровителя от чумы, то вначале бенедиктенпфенниги использовали как обереги от данного заболевания. Впоследствии, в XVII веке, они приобрели широкую популярность в качестве амулетов для защиты от всевозможных болезней и опасностей. Также их часто экспортировали католические миссионеры в земли Нового Света.